# Universidad de Lausana
La Universidad de Lausana (UNIL) (Université de Lausanne, en francés) está dividida en tres campus: Dorigny, Bugnon y Epalinges, todos ellos situados en la región de Lausanne (Suiza). Fundada en 1537 como una escuela de Teología, fue nombrada universidad a partir de 1890. Actualmente está compuesta por siete facultades: teología, derecho, letras, ciencias políticas y sociales, ciencias económicas y empresariales, ciencias de la tierra y del medio ambiente, y también biología y medicina.
Cuenta con unos 10.700 estudiantes y 2.200 investigadores.
Junto con la EPFL, la parte de la UNIL situada en Dorigny (donde residen la mayoría de sus infraestructuras) forma un vasto campus junto al Lago Lemán.